# Kitchener Rangers
Die Kitchener Rangers sind ein kanadisches Eishockeyteam aus Kitchener, Ontario. Das Team wurde 1963 als Nachwuchsteam der New York Rangers gegründet. Es spielt seit 1977 in einer der drei höchsten kanadischen Junioreneishockeyligen, der Ontario Hockey League (OHL). Die Rangers konnten sich dort außer in den Jahren 1980 und 2001 immer für die Play-offs qualifizieren.

## Geschichte
Als sich mit Al MacInnis und Scott Stevens zwei spätere Top-Verteidiger der National Hockey League in ihrem Kader befanden, gewannen sie 1981 ihren ersten J. Ross Robertson Cup in einem Finale gegen die Sault Ste. Marie Greyhounds. 1982 konnten die Rangers erneut den Titel in der OHL holen und qualifizierten sich damit das zweite Mal in Folge für das Turnier um den Memorial Cup. Auch dort konnten sie überzeugen und die Fans hissten „wir sind Nr.1 in Kanada“-Flaggen. Es war einer der glorreichsten Momente in der Geschichte der Rangers.
In den Jahren 1984 und 1990 erreichten der Klub das Finale der OHL-Playoffs scheiterte dort allerdings an den Ottawa 67’s bzw. den Oshawa Generals.
Danach wanderten die Rangers durch eine lange Durststrecke, bis sie sich 2003 zum 40-jährigen Bestehen wieder zum Finale durchringen konnten und dort abermals auf die Ottawa 76ers trafen. Diesmal nutzten sie die Chance zur Revanche und siegten in einer Best Of Seven-Serie mit 4:1. Im Memorial Cup brillierten sie abermals und gewannen ihn zum zweiten Mal in der Geschichte des Vereins.

## Logos

Logo von 1979 bis 1991
Aktuelles Logo seit 2001

## Erfolge
|  | Memorial Cup - 1982 Finalsieg gegen die Sherbrooke Castors - 2003 Finalsieg gegen die Hull Olympiques - weitere Finalteilnahmen: - 1981 Finalniederlage gegen die Cornwall Royals - 1984 Finalniederlage gegen die Ottawa 67’s - 1990 Finalniederlage gegen die Oshawa Generals - 2008 Finalniederlage gegen die Spokane Chiefs J. Ross Robertson Cup - 1981 Finalsieg gegen die Sault Ste. Marie Greyhounds - 1982 Finalsieg gegen die Ottawa 67’s - 2003 Finalsieg gegen die Ottawa 67’s - 2008 Finalsieg gegen die Belleville Bulls Wayne Gretzky Trophy - 2002–03 Western Conference Champions - 2007–08 Western Conference Champions | Hamilton Spectator Trophy - 1966–67 64 Punkte - 1967–68 82 Punkte - 1973–74 95 Punkte - 1983–84 106 Punkte - 1988–89 88 Punkte - 2002–03 100 Punkte - 2007–08 110 Punkte Division Trophies - 1980–81 Emms Trophy, Emms Division - 1981–82 Emms Trophy, Emms Division - 1983–84 Emms Trophy, Emms Division - 1988–89 Emms Trophy, Emms Division - 1996–97 Emms Trophy, Central Division - 2002–03 Holody Trophy, Midwest Division - 2007–08 Holody Trophy, Midwest Division |

## Spieler

### Erstrunden-Draftpicks
| Draftjahr | Spieler           | als | Team                  |
| --------- | ----------------- | --- | --------------------- |
| 1972      | Bill Barber       | 7.  | Philadelphia Flyers   |
| 1972      | Al Blanchard      | 10. | New York Rangers      |
| 1972      | Jerry Byers       | 12. | Minnesota North Stars |
| 1974      | Doug Risebrough   | 7.  | Montréal Canadiens    |
| 1974      | Rick Chartraw     | 10. | Montréal Canadiens    |
| 1974      | Dave Maloney      | 14. | New York Rangers      |
| 1977      | Dwight Foster     | 16. | Boston Bruins         |
| 1979      | Paul Reinhart     | 12. | Atlanta Flames        |
| 1979      | Doug Sulliman     | 12. | New York Rangers      |
| 1980      | Paul Coffey       | 13. | Edmonton Oilers       |
| 1981      | Al MacInnis       | 6.  | Calgary Flames        |
| 1982      | Brian Bellows     | 15. | Minnesota North Stars |
| 1982      | Scott Stevens     | 2.  | Washington Capitals   |
| 1982      | David Shaw        | 5.  | Québec Nordiques      |
| 1984      | Shawn Burr        | 13. | Detroit Red Wings     |
| 1985      | Craig Wolanin     | 3.  | New Jersey Devils     |
| 1985      | David Latta       | 15. | Québec Nordiques      |
| 1987      | Darren Rumble     | 20. | Philadelphia Flyers   |
| 1989      | Shayne Stevenson  | 17. | Boston Bruins         |
| 1989      | Steven Rice       | 20. | New York Rangers      |
| 1996      | Boyd Devereaux    | 6.  | Edmonton Oilers       |
| 2002      | Steve Eminger     | 12. | Washington Capitals   |
| 2003      | Mike Richards     | 24. | Philadelphia Flyers   |
| 2004      | Boris Valábik     | 10. | Atlanta Thrashers     |
| 2005      | Jakub Kindl       | 19. | Detroit Red Wings     |
| 2005      | Matt Lashoff      | 22. | Boston Bruins         |
| 2008      | Mikkel Bødker     | 8.  | Phoenix Coyotes       |
| 2010      | Jeff Skinner      | 7.  | Carolina Hurricanes   |
| 2011      | Gabriel Landeskog | 2.  | Colorado Avalanche    |
| 2011      | Ryan Murphy       | 12. | Carolina Hurricanes   |
| 2012      | Radek Faksa       | 13. | Dallas Stars          |

### Weitere ehemalige Spieler
- Justin Azevedo
- Robert Bortuzzo
- Logan Brown
- Garrett Burnett
- David Clarkson
- Patrick Davis
- Dan Djakalovic
- Don Edwards
- Jack Egers
- John Gibson
- Mike Hoffman
- Nazem Kadri
- Dominik Kubalík
- Nick Kypreos
- Dale Hunter
- Josh Leivo
- Dave McLlwain
- Mike Moher
- John Moore
- Serge Payer
- Andrew Peters
- Ryan Ramsay
- Glen Richardson
- Tobias Rieder
- Larry Robinson
- Allan Rourke
- Derek Roy
- Jim Sandlak
- Bill Stewart
- Walt Tkaczuk
- Paul Traynor
- Geoff Ward
- Yannick Weber